# Euploea nobilis
Euploea nobilis är en fjärilsart som beskrevs av Embrik Strand 1914. Euploea nobilis ingår i släktet Euploea och familjen praktfjärilar. Inga underarter finns listade i Catalogue of Life.